# Rex Harrison
Pour les articles homonymes, voir Harrison.

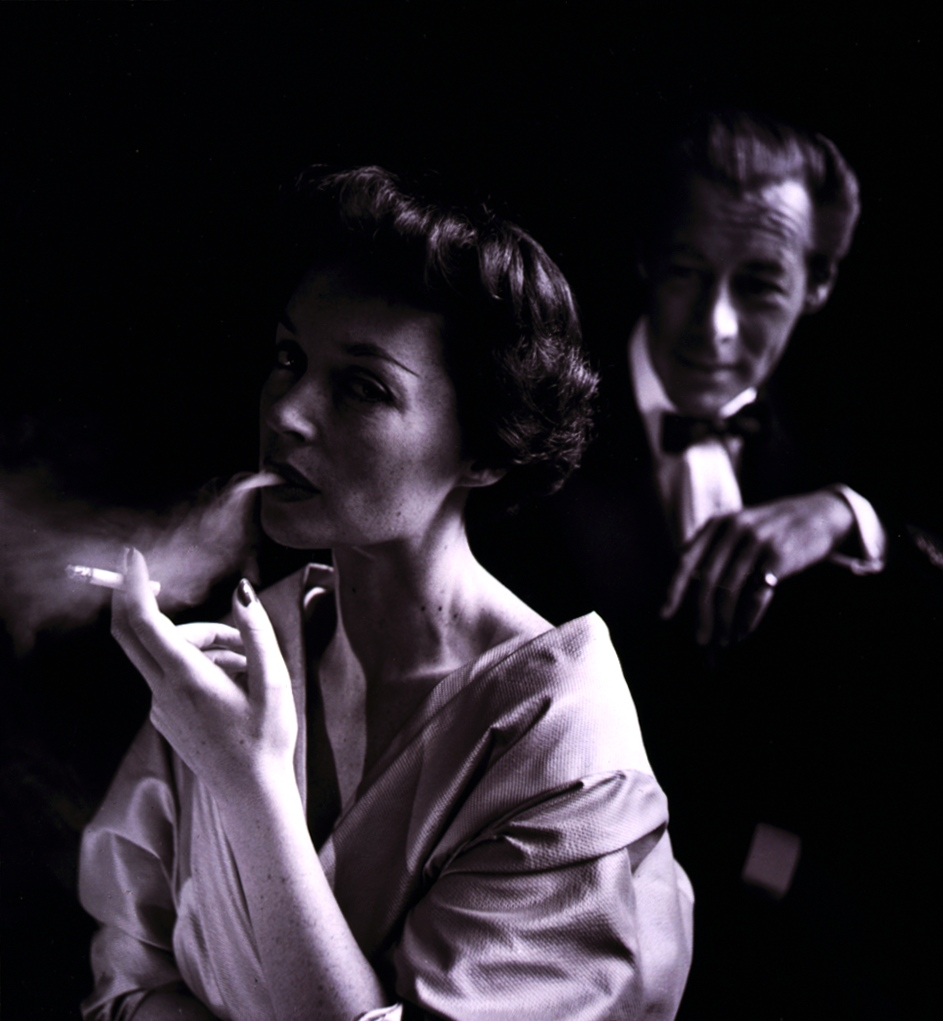
Rex Harrison et Lilli Palmer en 1950.

Rex Harrison est un acteur britannique né le 5 mars 1908 à Huyton dans le Lancashire (actuellement dans le Merseyside) et mort le 2 juin 1990 à New York.

## Biographie

### Carrière au théâtre
Harrison fit ses études au Liverpool College (en). Des suites d'une rougeole, il perdit quasiment l'usage de son œil gauche, infirmité qui le handicapa à plus d'une occasion au cours de sa carrière. Il débuta en 1924, à l'âge de 16 ans, au Liverpool Rep Theatre. Il interrompit sa carrière pendant la seconde guerre mondiale, durant laquelle il servit dans la Royal Air Force, où il finit flight lieutenant. Il monta sur scène toute sa vie durant, et fit sa dernière apparition le 11 mai 1990, à l'âge de 82 ans.
Il joua dans le 'West End of London' dans ses débuts, et c'est la comédie de Terence Rattigan, L’Écurie Watson (en), qui le révéla au public.
Il donna des représentations tant à Londres qu'à New York, dans des pièces telles que Bell, Book and Candle en 1950, Venus Observed, The Cocktail Party, The Kingfisher, and The Love of Four Colonels. Il remporta son premier Tony Award pour sa prestation dans Anne des mille jours (Anne of the Thousand Days), dans laquelle il jouait le rôle de Henri VIII d'Angleterre, puis un second dans la comédie musicale My Fair Lady qu'il interprèta avec Julie Andrews. Il joua dans Henry IV de Luigi Pirandello en 1984 et une pièce de Frederick Lonsdale intitulée Aren't We All? aux côtés de Claudette Colbert ; il revisita le rôle de Henry Higgins dans My Fair Lady, sous la direction de Patrick Garland (en) en 1981, en compagnie de Cathleen Nesbitt ; il joua également dans des pièces de George Bernard Shaw, l'auteur qui inspira My Fair Lady, à l'occasion desquelles il interpréta les rôles de Shotover dans La Maison des cœurs brisés, Jules César dans César et Cléopâtre (aux côtés de Lilli Palmer) et le Général Burgoyne dans une production californienne de The Devil's Disciple.

### Carrière au cinéma
Rex Harrison débuta au cinéma en 1930 dans The Great Game et s'imposa dans des comédies comme Tempête dans une tasse de thé et Vedettes du pavé aux côtés de Vivien Leigh et Charles Laughton, côtoyant ailleurs Merle Oberon, Valerie Hobson et Margaret Lockwood, puis joua dans des films aussi remarquables que La Citadelle (1938) de King Vidor (dans un rôle encore secondaire), Train de nuit pour Munich (1940) de Carol Reed, Major Barbara (1941) de Gabriel Pascal d'après Shaw, les comédies L'esprit s'amuse (1945) de David Lean, L'Honorable Monsieur sans-gêne et Un mari presque fidèle dont il partage la vedette avec ses épouses successives Lilli Palmer et Kay Kendall.
À Hollywood, sous contrat avec la Fox, Harrison est la vedette d'Anna et le Roi de Siam (1946), comédie historique avec Irene Dunne et premier film de son contrat qui lance sa carrière américaine. Suivent L'Aventure de madame Muir (1947) de Joseph Mankiewicz, comédie fantastique avec Gene Tierney, Infidèlement vôtre de Preston Sturges d'après James M. Cain, comédie à suspense avec Linda Darnell, Qu'est-ce que maman comprend à l'amour ? de Vincente Minnelli (1958), comédie romantique où il retrouve Kay Kendall, ou encore La Fière Créole (1947), mélodrame exotique avec Maureen O'Hara.
On se souvient davantage des années 1960 et du rôle du Professeur Henry Higgins qu'il interpréta dans la comédie musicale My Fair Lady, inspirée de la pièce de théâtre Pygmalion, de George Bernard Shaw auprès de Audrey Hepburn ; son rôle dans l'adaptation cinématographique lui valut de remporter l'Oscar du meilleur acteur en 1964. Il figura également à l'affiche de L'Extravagant Docteur Dolittle en 1967. Harrison n'était pas à proprement parler un chanteur, de sorte que les partitions étaient généralement adaptées en conséquence, et agrémentées de très larges récitatifs.
Bien que la comédie parût être son domaine de prédilection (il décline Julius J. Epstein, Louis Verneuil, Georges Feydeau), il ne manqua pas de faire sensation à la même époque dans des rôles historiques dramatiques comme celui de Saladin dans Richard Cœur de Lion d'après Walter Scott, opposé à George Sanders, de Jules César dans Cléopâtre de Mankiewicz en 1963, face à Elizabeth Taylor, ou du pape Jules II dans L'Extase et l'Agonie de Reed en 1965, face à Charlton Heston dans le rôle de Michel-Ange. Harrison retrouvera encore Mankiewicz pour Guêpier pour trois abeilles, comédie inspirée par la pièce élizabéthaine Volpone. Partenaire de Doris Day, Rita Hayworth ou Jeanne Moreau, il apparut également en Colbert dans Le Cinquième Mousquetaire, dans L'Escalier (film, 1969) de Stanley Donen, jouant aux côtés de Richard Burton le rôle d'un homosexuel, dans des adaptations de Mark Twain et Mario Puzo, à l'affiche d'une production indienne, Shamimar/Le Défi mortel, aux côtés de la star Bollywoodienne Dharmendra.
Rex Harrison ralentit sa carrière cinématographique dans les années 1970 et y met un terme en 1982, pour se consacrer aux planches de Broadway et au petit écran.

### Carrière à la télévision
Rex Harrison travaille pour la télévision dès 1938 (Villa for Sale d'après Sacha Guitry). En 1952 il incarne Henri VIII dans The Trial of Anne Boleyn, face à son épouse Lilli Palmer. Il interprète des sujets écrits par Peter Ustinov, Gore Vidal ou George Bernard Shaw (Crescendo en 1957, Dear Arthur en 1960, La Maison des cœurs brisés en 1985), incarne Platonov et Don Quichotte en 1971 et 1973. En 1983, il joue dans une nouvelle adaptation de William Douglas-Home : The Kingfisher face à Wendy Hiller. La star achève d'ailleurs sa carrière sur le téléfilm Anastasia (1986), où figurent Olivia de Havilland, Claire Bloom, Omar Sharif et Christian Bale, et où Harrison joue le Grand Duc Cyril Romanov.

### Vie privée
Rex Harrison se marie à six reprises. Il divorce pour la première fois en 1942, de Colette Thomas, pour épouser l'année suivante l'actrice Lilli Palmer. Le couple apparaît dans plusieurs productions dont The Four Poster. En 1947, Harrison a une liaison avec l'actrice Carole Landis ; un scandale éclate quand l'actrice met fin à ses jours le 5 juillet 1948 après une nuit passée avec lui. Le bruit qui entoure cette affaire ne manquera pas d'affecter sa carrière et met un terme au contrat qui le lie à Fox.
Harrison et Lilli Palmer divorcent en 1957. Il épouse ensuite successivement l'actrice Kay Kendall (qui meurt deux ans plus tard d'une leucémie), Rachel Roberts (de 1962 à 1967), Elizabeth Rees-Williams (es) et Mercia Tinker.
Deux étoiles portent son nom à Hollywood, la première au 6906 Hollywood Boulevard pour honorer l'acteur de cinéma, la seconde au 6380, pour saluer sa contribution télévisuelle.

### Fin de vie
Lors de son anoblissement, le 25 juillet 1989, par la Reine Élisabeth II à Buckingham Palace, l'orchestre joue des airs de My Fair Lady durant la cérémonie. Il meurt d'un cancer du pancréas dans sa maison de Manhattan le 2 juin 1990, à l'âge de 82 ans.

### Anecdote
Il a inspiré la voix de Stewie Griffin interprété par Seth MacFarlane dans la série américaine Les Griffin.

## Filmographie

### Années 1930
- 1930 : School for Scandal, de Maurice Elvey (non crédité)
- 1930 : The Great Game de Jack Raymond : George
- 1934 : Get Your Man de George King : Tom Jakes
- 1934 : Leave It to Blanche de Harold Young : Ronnie
- 1935 : All at Sea d'Anthony Kimmins : Aubrey Bellingham
- 1936 : Les hommes ne sont pas des dieux (Men Are Not Gods) de Walter Reisch : Tommy Stapleton
- 1937 : Tempête dans une tasse de thé (Storm in a Teacup) de Ian Dalrymple et Victor Saville : Frank Burdon
- 1937 : School for Husbands d'Andrew Marton : Leonard Drummond
- 1938 : Vedettes du pavé (Sidewalks of London) de Tim Whelan : Harley Prentiss
- 1938 : La Citadelle (The Citadel) de King Vidor : Dr Lawford
- 1939 : The Silent Battle d'Herbert Mason : Jacques Sauvin
- 1939 : Mademoiselle Crésus (Over the Moon) de Thornton Freeland : Dr Freddie Jarvis

### Années 1940
- 1940 : L'aventure est commencée (Ten Days in Paris) de Tim Whelan : Bob Stevens
- 1940 : Train de nuit pour Munich (Night Train to Munich) de Carol Reed : Gus Bennett
- 1941 : La Commandante Barbara (Major Barbara) de Gabriel Pascal : Adolphus Cusins
- 1945 : L'esprit s'amuse (Blithe Spirit) de David Lean : Charles Condomine
- 1945 : I Live in Grosvenor Square de Herbert Wilcox : Major David Bruce
- 1945 : L'Honorable Monsieur Sans-Gêne (The Rake's Progress) de Sidney Gilliat : Vivian Kenway
- 1946 : Anna et le Roi de Siam (Anna and the King of Siam) de John Cromwell : le roi
- 1947 : L'Aventure de madame Muir (The Ghost and Mrs. Muir) de Joseph Mankiewicz : le capitaine Gregg
- 1947 : La Fière Créole (The Foxes of Harrow) de John M. Stahl : Stephen Fox
- 1948 : L'Évadé de Dartmoor (Escape) de Joseph L. Mankiewicz : Matt Denant
- 1948 : Infidèlement vôtre (Unfaithfully yours) de Preston Sturges : Sir Alfred De Carter

### Années 1950
- 1951 : L'assassin frappe à minuit (The Long Dark Hall) de Reginald Beck et Anthony Bushell : Arthur Groome
- 1952 : The Four Poster d'Irving Reis : John Edwards
- 1953 : Main Street to Broadway de Tay Garnett : lui-même
- 1954 : Richard Cœur de Lion (King Richard and the Crusaders) de David Butler : Saladin
- 1955 : Un mari presque fidèle (The Constant Husband) de Sidney Gilliat : William Egerton
- 1958 : Qu'est-ce que maman comprend à l'amour ? (The Reluctant Debutante) de Vincente Minnelli : Jimmy Broadbent

### Années 1960
- 1960 : Piège à minuit (Midnight Lace) de David Miller : Anthony 'Tony' Preston
- 1961 : Les Joyeux Voleurs (The Happy Thieves) de George Marshall : Jimmy Bourne
- 1963 : Cléopâtre de Joseph Mankiewicz : Jules César
- 1964 : My Fair Lady, de George Cukor : Professeur Henry Higgins
- 1964 : La Rolls-Royce jaune (The Yellow Rolls-Royce) d'Anthony Asquith : Le marquis de Frinton
- 1965 : L'Extase et l'Agonie (The Agony and the Ecstasy) de Carol Reed : le Pape Jules II
- 1967 : Guêpier pour trois abeilles (The Honey Pot) de Joseph Mankiewicz : Cecil Fox
- 1967 : L'Extravagant docteur Dolittle (Doctor Dolittle) de Richard Fleischer : le docteur Dolittle
- 1968 : La Puce à l'oreille (A Flea in Her Ear) de Jacques Charon : Victor Chandebisse / Poche
- 1969 : L'Escalier (Staircase) de Stanley Donen : Charles Dyer

### Années 1970-1990
- 1977 : Le Prince et le Pauvre (The Prince and the Pauper) de Richard Fleischer : le duc de Norfolk
- 1978 : Shalimar de Krishna Shah : Sir John Locksley
- 1979 : Ashanti de Richard Fleischer : Brian Walker
- 1979 : Le Cinquième Mousquetaire (The Fifth Musketeer) de Ken Annakin : Colbert
- 1982 : V comme vengeance (A Time to Die) de Matt Cimber : Van Osten

## Voix Françaises
- Gabriel Cattand dans :
  - 1958 : Qu'est-ce que maman comprend à l'amour ?
  - 1964 : La Rolls-Royce jaune
  - 1979 : Le Cinquième Mousquetaire

- Roger Tréville dans :
  - 1960 : Piège à minuit
  - 1963 : Cléopâtre
  - 1965 : L'Extase et l'Agonie

- Bernard Dhéran dans :
  - 1963 : Cléopâtre (scènes supplémentaires de la version longue)
  - 1967 : Guêpier pour trois abeilles

- Raymond Gérôme dans :
  - 1964 : My Fair Lady
  - 1967 : L'Extravagant Docteur Dolittle
  - 1968 : La Puce à l'oreille
  - 1969 : L'Escalier

- 1947 : L'Aventure de madame Muir : Jean-François Laley

- 1954 : Richard Cœur de Lion : Jacques Erwin

- 1979 : Ashanti : Jean-Claude Michel

## Distinctions

### Récompenses
- Tony Awards 1949 : meilleur acteur dans une pièce pour Anne des mille jours
- Tony Awards 1957 : meilleur acteur dans une comédie musicale dans My Fair Lady
- Oscars 1965 : meilleur acteur pour My Fair Lady
- Golden Globes 1965 : meilleur acteur dans un film musical ou une comédie pour My Fair Lady